# Вундеркинды (фильм)
«Вундеркинды» (англ. Wonder Boys) — комедийно-драматический фильм режиссёра Кёртиса Хэнсона по сценарию Стива Кловиса, написанного на основе одноимённого романа Майкла Шейбона. Картина является результатом совместного производства США, Германии, Японии и Великобритании, а главные роли в ней исполняют Майкл Дуглас, Тоби Магуайр, Фрэнсис Макдорманд, Кэти Холмс, Рип Торн и Роберт Дауни-младший.
Фильм получил положительные отзывы критиков, однако провалился в прокате.

## Сюжет
Профессор Грейди Трипп — писатель-романист, преподающий креативное письмо в неназванном университете Питтсбурга, где одними из его студентов являются Джеймс Лир и Ханна Грин. Грейди крутит интрижку с ректором университета, Сарой Гаскелл, чей муж, Уолтер, возглавляет факультет английского языка, где тот является профессором. Третья жена Грейди, Эмили, только что оставила его, а он сам тщетно работает над своим вторым романом, стараясь повторить успех первой книги, вышедшей семь лет назад.
По случаю проведения в городе литературного фестиваля, в Питтсбург прибывает издатель Грейди, Терри Крэбтри, ожидающий его новой книги, от выхода которой зависит его дальнейшая карьера. Грейди, Терри и его спутник, трансвестит по имени Антония Словак, отправляются на вечеринку в доме Гаскеллов, где Сара рассказывает Грейди, что беременна от него. Снаружи Грейди встречает своего студента, Джеймса Лира, держащего в руках, по его словам, муляж пистолета, и, беспокоясь, что тот может находиться в депрессии, приглашает его внутрь. Оружие Джеймса, однако, оказывается настоящим, что выясняется, когда он убивает напавшую на Грейди собаку Гаскеллов, а заодно крадёт жакет, принадлежавший Мэрилин Монро. Грейди решает спрятать мёртвую собаку в багажнике своего автомобиля.
Уолтер и Сара обнаруживают пропажу собаки и жакета, после чего с утра в дом Грейди с вопросами наведывается полиция. В сопровождении Джеймса Грейди решает наведаться к своей бывшей жене, которой не оказывается дома  — вместо неё они встречают её родителей. К вечеру Грейди догадывается о том, что бо́льшая часть рассказанной Джеймсом о себе информации является неправдой, после чего звонит его родственникам, которые забирают Джеймса домой. Джеймс, однако, забывает в машине Грейди написанный им роман, от которого тот остаётся в восторге и показывает его Терри. Вновь считая, что до этого Джеймс рассказывал правду, Грейди решает забрать Джеймса из дома, оставляя в его кровати убитого накануне пса, в чём ему помогает Терри. Джеймс и Терри проводят в доме Грейди ночь вместе, а сам Грейди звонит Уолтеру и рассказывает о том, что влюблён в Сару.
Прибывающая с утра полиция забирает Джеймса в участок, тогда как автомобиль, взятый Грейди на выходные, пропадает с находившимся в нём жакетом. Грейди вскоре находит машину, которая, как оказывается, была украдена. Его недописанный роман случайно оказывается уничтожен во время спора с настоящим владельцем автомобиля, который соглашается довести Грейди и Терри в университет. Грейди разрешает Уле, жене владельца автомобиля, оставить жакет. Терри убеждает Уолтера не выдвигать против Джеймса обвинения, взамен соглашаясь издать его книгу о Джо Ди Маджо и Мэрилин Монро.
В финальной сцене Грейди рассказывает о дальнейших судьбах главных героев: Джеймс уходит из университета и переезжает в Нью-Йорк, где продолжает работать над своей книгой, публикацией которой занимается Терри, Ханна заканчивает обучение и получает должность редактора журнала, тогда как Терри «остаётся Крэбтри». Грейди же заканчивает работу над своей новой книгой, рассказывающей о его недавних приключениях, и наблюдает как Сара и их ребёнок прибывают домой.

## В ролях
- Майкл Дуглас — профессор Грейди Трипп
- Тоби Магуайр — Джеймс Лир
- Фрэнсис Макдорманд — ректор Сара Гаскелл
- Кэти Холмс — Ханна Грин
- Рип Торн — Квентин «Кью» Морвуд
- Роберт Дауни-младший — Терри Крэбтри
- Ричард Томас — Уолтер Гаскелл
- Ричард Нокс — Вернон Хардэппл
- Джейн Адамс — Ула
- Алан Тьюдик — Сэм Трекслер
- Джордж Гриззард — Фред Лир
- Келли Бишоп — Аманда Лир
- Филип Боско — отец Эмили
- Майкл Кавадиас — Антония «Тони» Словак

## Саундтрек
Кёртис Хэнсон, являвшийся поклонником Боба Дилана, привлёк его к написанию саундтрека. Сам Дилан остался в восторге от последнего фильма режиссёра, «Секреты Лос-Анджелеса» (1997). По словам Хэнсона, «каждая песня отражает темы фильма о поиске прошлого обещания, будущего успеха и чувства цели».

### Трек-лист
1. «Things Have Changed» — Боб Дилан (5:10)
2. «A Child’s Claim to Fame» — Buffalo Springfield (2:12)
3. «No Regrets» — Том Раш (3:52)
4. «Old Man» — Нил Янг (3:23)
5. «Shooting Star» — Боб Дилан (3:09)
6. «Reason to Believe» — Тим Хардин (2:00)
7. «Need Your Love So Bad» — Литл Вилли Джон (2:17)
8. «Not Dark Yet» — Боб Дилан (6:30)
9. «Slip Away» — Кларенс Картер (2:32)
10. «Waiting for the Miracle» — Леонард Коэн (7:43)
11. «Buckets of Rain» — Боб Дилан (3:23)
12. «Watching the Wheels» — Джон Леннон (3:32)
13. «Philosophers Stone» — Ван Моррисон (6:03)

## Принятие

### Отзывы критиков
Фильм получил положительные отзывы критиков. На интернет-агрегаторе Rotten Tomatoes он имеет рейтинг 82% на основе 125 рецензий. Metacritic дал фильму 73 балла из 100 возможных на основе 36 рецензий, что соответствует статусу «преимущественно положительные отзывы».

### Кассовые сборы

Постер фильма, использовавшийся при повторном выпуске в прокат

«Вундеркинды» вышел на большие экраны 25 февраля 2000 года. За первый уик-энд фильм заработал 5,7 млн долларов с 1,253 кинотеатров, тем самым заняв 7 место по кассовым сборам за неделю. Общие кассовые сборы составили 33,426,588 долларов, что, против бюджета в 55 миллионов долларов, сделало его кассовым провалом. 

### Повторный прокат
Несмотря на тёплый приём у критиков, фильм провалился в прокате. Джо Моргенштерн из «The Wall Street Journal» и Кеннет Туран из «Los Angeles Times», а также сам режиссёр Кёртис Хэнсон, связали низкие сборы фильма с его рекламной кампанией, в частности его постером. Хэнсон отметил, что фильм был выпущен спустя неделю после объявления номинаций на премию «Оскар», и студии были заняты рекламой фильмов, участвовавших в наградном сезоне, нежели рекламой нового фильма. Он, совместно с продюсером Скоттом Рудином, инициировал повторный выпуск фильма в прокат, для которого были подготовлены новые трейлер и постер, отражавшие актёрский ансамбль.

### Награды и номинации
- 2001 — премия «Оскар» за лучшую песню (Боб Дилан, «Things Have Changed»), а также две номинации: лучший адаптированный сценарий (Стив Кловис), лучший монтаж (Диди Аллен)
- 2001 — премия «Золотой глобус» за лучшую песню (Боб Дилан, «Things Have Changed»), а также три номинации: лучший фильм — драма, лучшая мужская роль — драма (Майкл Дуглас), лучший сценарий (Стив Кловис)
- 2001 — две номинации на премию BAFTA: лучшая мужская роль (Майкл Дуглас), лучший адаптированный сценарий (Стив Кловис)
- 2001 — премия «Спутник» за лучшую мужскую роль — комедия или мюзикл (Майкл Дуглас), а также две номинации: лучший фильм — комедия или мюзикл, лучшая песня (Боб Дилан, «Things Have Changed»)
- 2001 — номинация на «Грэмми» за лучшую песню к фильму (Боб Дилан, «Things Have Changed»)
- 2001 — номинация на премию Гильдии сценаристов США за лучший адаптированный сценарий (Стив Кловис)
- 2000 — попадание в десятку лучших фильмов года по версии Национального совета кинокритиков США